# Yohann Diniz
Yohann Diniz (Épernay, 1 januari 1978), in uitslagen ook wel opgenomen als Yohan Diniz, is een Franse snelwandelaar. Hij nam driemaal deel aan de Olympische Spelen, maar veroverde bij die gelegenheden geen medailles. Dat deed hij wel bij de Europese en wereldkampioenschappen. Zo werd hij driemaal Europees kampioen op de 50 km snelwandelen en veroverde hij op de WK in 2007 het zilver. Voorts heeft hij zowel op de 50 km op de baan als op de weg de wereldrecords in zijn bezit.

## Loopbaan

### Eerste titels
Het eerste grote toernooi waaraan Diniz deelnam waren de wereldkampioenschappen van 2005 in Helsinki, waar hij door zijn land was ingeschreven voor de 50 km snelwandelen. Hij behoorde echter tot het legertje van atleten dat tijdens de race werd gediskwalificeerd; na ongeveer 20 km werd hij uit de wedstrijd genomen wegens een onjuiste pas. In datzelfde jaar veroverde hij op deze afstand zijn eerste nationale titel.
Op 10 augustus 2006 boekte Diniz zijn eerste grote succes door op de Europese kampioenschappen in Göteborg op de 50 km snelwandelen de gouden medaille te veroveren. In de stromende regen finishte hij in 3:41.39. In 2007 won hij tijdens de Europacup in Leamington Spa de 20 km snelwandelen in de Franse recordtijd van 1:18.58.
Op de WK van 2007 in Osaka slaagde hij er vervolgens niet in om op de 50 km snelwandelen zijn wereldtitel te prolongeren, maar achter de Australische winnaar Nathan Deakes liep hij met 3:44.22 nog altijd zijn beste seizoentijd. Het leverde hem de zilveren medaille op, want de Italiaan Alex Schwazer bleef hij in elk geval dertien seconden voor.

### Uitval op OS 2008
In 2008 nam Diniz voor het eerst in zijn carrière deel aan de Olympische Spelen, die van Peking, maar daar moest hij op de 50 km snelwandelen na ongeveer 30 km opgeven. De luchtvochtigheid was die dag in Peking opgelopen tot 97% en dat werd hem te veel. Maagpijn en pijn in zijn dij waren de oorzaken van zijn opgave.
Die teleurstelling zette de Fransman al vroeg in 2009 om in het neerzetten van de beste wereldjaartijd op de 50 km snelwandelen: 3:38.45. het maakte hem prompt tot favoriet voor de titel op de WK van Berlijn, maar daar werd hij slechts twaalfde in 3:49.03. Tot en met de 30ste kilometer maakte hij deel uit van de kopgroep, maar daarna moest hij die laten gaan en viel ver terug. Winnaar Sergej Kirdjapkin pakte hem met zijn tijd van 3:38.35 ook nog zijn leidende positie op de wereldjaarranglijst af.

### Prolongatie EK-titel
Beter thuis voelde Diniz zich in 2010 in het Spaanse Barcelona, waar hij op 30 juli 2010, tijdens de EK, zijn titel op de 50 km snelwandelen wist te prolongeren. Direct na de start nam hij de leiding en die stond hij de gehele race niet meer af. In 3:40.37 snelde hij naar het goud.
Op 12 maart 2011 werd Yohann Diniz bovendien houder van het wereldrecord op de 50.000 m snelwandelen. Op die dag verbeterde hij in 3:35.27 het record, dat zijn landgenoot Thierry Toutain in 2000 had neergezet, met meer dan vijf minuten. Vervolgens ging het later dat jaar op de WK in Daegu opnieuw mis. Terwijl hij samen met Nathan Deakes aan de leiding lag van de 50 km snelwandelen, liep hij in minder dan een uur tegen drie rode kaarten aan en werd hij gediskwalificeerd.
Op de Olympische Spelen van 2012 in Londen overkwam hem hetzelfde als een jaar eerder in Daegu: opnieuw diskwalificatie op de 50 km snelwandelen.
Zijn soepele tred en uitstekende prestaties hebben hem in eigen land de bijnaam "de Zidane van het snelwandelen" opgeleverd.

## Titels
- Wereldkampioen 50 km snelwandelen - 2017
- Europees kampioen 50 km snelwandelen - 2006, 2010, 2014
- Frans kampioen 50 km snelwandelen - 2005, 2006
- Frans kampioen 20 km snelwandelen - 2007, 2008

## Persoonlijke records
Baan
| Onderdeel             | Prestatie    | Datum         | Plaats            |
| --------------------- | ------------ | ------------- | ----------------- |
| 5000 m snelwandelen   | 18.18,01     | 27 juni 2008  | Villeneuve-d'Ascq |
| 10.000 m snelwandelen | 38.09,13     | 12 juli 2014  | Reims             |
| 20.000 m snelwandelen | 1:19.42,0    | 25 mei 2013   | Bogny-sur-Meuse   |
| 50.000 m snelwandelen | 3:35.27 (WR) | 12 maart 2011 | Reims             |

Weg
| Onderdeel          | Prestatie    | Datum            | Plaats |
| ------------------ | ------------ | ---------------- | ------ |
| 10 km snelwandelen | 38.46        | 30 mei 2009      | Krakau |
| 20 km snelwandelen | 1:17.02 (ER) | 8 maart 2015     | Arles  |
| 35 km snelwandelen | 2:32.24      | 11 augustus 2012 | londen |
| 50 km snelwandelen | 3:32.33 (WR) | 15 augustus 2014 | Zürich |

Indoor
| Onderdeel           | Prestatie | Datum           | Plaats |
| ------------------- | --------- | --------------- | ------ |
| 5000 m snelwandelen | 18.16,76  | 7 december 2014 | Reims  |

## Palmares

### 20 km snelwandelen
- 2004: 40e Wereldbeker - 1:24.28
- 2010: DNF Wereldbeker

### 50 km snelwandelen
- 2005:  Franse kamp. - 4:00.14
- 2005: DQ WK
- 2006:  EK - 3:41.39
- 2007:  WK - 3:44.22
- 2008: DNF OS
- 2009: 12e WK - 3:49.03
- 2010:  EK - 3:40.37
- 2011: DQ WK
- 2012: DQ OS
- 2013: 10e WK - 3:45.18
- 2014:  EK - 3:32.33
- 2016: 8e OS - 3:46.43
- 2017:  WK - 3:33.12

1976 Veniamin Soldatenko ·
1983: Ronald Weigel ·
1987: Hartwig Gauder ·
1991: Aleksandr Potasjov ·
1993: Jesús Ángel García ·
1995: Valentin Kononen ·
1997: Robert Korzeniowski ·
1999: Ivano Brugnetti ·
2001: Robert Korzeniowski ·
2003: Robert Korzeniowski ·
2005: Sergej Kirdjapkin ·
2007: Nathan Deakes ·
2009: Sergej Kirdjapkin ·
2011: Sergej Bakoelin ·
2013: Robert Heffernan ·
2015: Matej Tóth ·
2017: Yohann Diniz ·
2019: Yusuke Suzuki
- Gemeinsame Normdatei: 1118511204
- World Athletics: 14184392
- Virtual International Authority File: 5747147907511579210002
- WorldCat: E39PBJrcgYmxx9ykxCCy3THcT3